# Leonid Spirin
Leonid Vasilevich Spirin (Moscou, 21 de junho de 1932 - 23 de fevereiro de 1982) foi um atleta e campeão olímpico soviético da marcha atlética.
Spirin venceu a marcha de 20 km em Melbourne 1956, a primeira vez que esta distância foi disputada e transformada em padrão olímpico, junto com a de 50 km. Ele e os compatriotas Antanas Mikėnas e Bruno Junk fizeram o pódio da prova, a única vez na história olímpica em que três atletas do mesmo país ficaram com todas as medalhas da marcha.
Ele foi condecorado com a Ordem da Insígnia de Honra pelo governo soviético.